# Magistrala Ibarska
Magistrala Ibarska (serbski: Ибарска магистрала) to regionalna droga w Serbii łącząca Belgrad z zachodnią Serbią, Czarnogórą i Kosowem. Część magistrali przebiega równolegle z biegiem rzeki Ibar, stąd nazwa. Ważniejsze miasta na trasie autostrady to Ljig, Gornji Milanovac, Čačak, Kraljevo, Užice, Čajetina i Novi Pazar. Magistrala Ibarska cieszy się złą sławą z powodu licznych wypadków drogowych, które miały miejsce na jej odcinkach.